# Leptotyphlops telloi
Leptotyphlops telloi är en kräldjursart som beskrevs av  Donald G. Broadley och WATSON 1976. Leptotyphlops telloi ingår i släktet Leptotyphlops och familjen Leptotyphlopidae. Inga underarter finns listade i Catalogue of Life.